# Филевка (Псковская область)
Филевка — деревня на северо-западе Бежаницкого района Псковской области.  Входит в состав сельского поселения Ашевское.
Расположена у правого берега реки Ашевка (при впадении в неё Филевки), в 24 км к северо-западу от райцентра Бежаницы и в 3 км к востоку от села Ашево.
Численность населения деревни составляет 10 жителей (2000 год).
До 3 июня 2010 года деревня входила в состав ныне упразднённой Ашевской волости.